# Maidstone (Vermont)
Maidstone és una població dels Estats Units a l'estat de Vermont. Segons el cens del 2000 tenia 105 habitants.

## Demografia
Segons el cens del 2000, Maidstone tenia 105 habitants, 45 habitatges, i 30 famílies. La densitat de població era d'1,3 habitants per km².
Dels 45 habitatges en un 20% hi vivien nens de menys de 18 anys, en un 55,6% hi vivien parelles casades, en un 4,4% dones solteres, i en un 33,3% no eren unitats familiars. En el 24,4% dels habitatges hi vivien persones soles el 8,9% de les quals corresponia a persones de 65 anys o més que vivien soles. El nombre mitjà de persones vivint en cada habitatge era de 2,33 i el nombre mitjà de persones que vivien en cada família era de 2,77.
Per edats la població es repartia de la següent manera: un 14,3% tenia menys de 18 anys, un 4,8% entre 18 i 24, un 28,6% entre 25 i 44, un 41% de 45 a 60 i un 11,4% 65 anys o més.
L'edat mediana era de 46 anys. Per cada 100 dones de 18 o més anys hi havia 114,3 homes.
La renda mediana per habitatge era de 19.167 $ i la renda mediana per família de 27.500 $. Els homes tenien una renda mediana de 30.313 $ mentre que les dones 17.500 $. La renda per capita de la població era de 15.668 $. Entorn del 6,7% de les famílies i el 8,7% de la població estaven per davall del llindar de pobresa.